# Basketball-Südamerikameisterschaft 2012
Die Basketball-Südamerikameisterschaft 2012, die fünfundvierzigste Basketball-Südamerikameisterschaft, fand zwischen dem 18. und 22. Juni 2012 in Resistencia, Argentinien statt, das zum siebten Mal die Meisterschaft ausrichtete. Gewinner war die Nationalmannschaft Argentiniens, die zum dreizehnten Mal den Titel erringen konnte. 

## Mannschaften
Argentinien
| Position | #  | Name                       |
| -------- | -- | -------------------------- |
| C        | 4  | Juan Pedro Gutierrez Lanas |
| PG       | 5  | Juan Manuel Fernandez      |
| SF       | 6  | Marcos Daniel Mata         |
| SF       | 7  | Carlos Matías Sandes       |
| PF       | 8  | Selem Safar                |
| PG       | 9  | Facundo Campazzo           |
| F        | 10 | Leonardo Martin Gutierrez  |
| C        | 11 | Martin Dario Leiva         |
| C        | 12 | Marcos Nicolas Delia       |
| SF       | 13 | Franco Nahuel Giorgetti    |
| PG       | 14 | Nicolás Laprovittola       |
| G        | 15 | Federico Van Lacke         |

 Bolivien
| Position | #  | Name                           |
| -------- | -- | ------------------------------ |
| PG       | 4  | Marco Antonio Corrales Tapia   |
| F        | 5  | Carlos Romero Caballero        |
| F        | 6  | Jhonny Gonzales Arias          |
| PF       | 7  | Cristhian Camargo Llanos       |
| PF       | 8  | Jose Javier Martinez Zambrana  |
| C        | 9  | Miguel Angel Justiniano Claros |
| -        | 10 | Diego Olguin Pol               |
| SF       | 11 | Fernando Cadario Pizarro       |
| C        | 12 | Nelson Edgar Fernandez Oquendo |
| PG       | 13 | Julio Jorge Mendoza            |
| -        | 14 | Milton Gutierrez Herbas        |
| PF       | 15 | Marco Antonio Recamo Tubari    |

 Brasilien
| Position | #  | Name                           |
| -------- | -- | ------------------------------ |
| PG       | 4  | Elio Corazza Neto              |
| SG       | 5  | Rafael Freire Luz              |
| PF       | 6  | Cristiano Silva Felicio        |
| C        | 7  | Rafael Ferreira De Souza       |
| SG       | 8  | Vítor Alves Benite             |
| G        | 9  | Nezinho Dos Santos             |
| PF       | 10 | Andre Stefanelli Martins       |
| PF       | 11 | Augusto Lima                   |
| SG       | 12 | Arthur Silva                   |
| PF       | 13 | Marcus Urban Toledo Dos Reis   |
| SF       | 14 | Guilherme Pereira Deodato      |
| C        | 15 | Leonardo Klassmann Waszkiewicz |

 Chile
| Position | #  | Name                            |
| -------- | -- | ------------------------------- |
| PF       | 4  | Francisco Felipe Bravo Barraza  |
| -        | 5  | Eduardo Andres Sepulveda Soto   |
| PF       | 6  | Sebastian Suarez                |
| PG       | 7  | Samuel Bravo Barraza            |
| PF       | 8  | José Ignacio Collao Abeleida    |
| G        | 9  | Erik Carrasco Follert           |
| SG       | 10 | Evandro Arteaga Fuentes         |
| C        | 11 | Renato Jordano Vera Robles      |
| C        | 12 | Gerardo Andres Isla Domke       |
| C        | 13 | Cristobal Leandro Infante Muñoz |
| C        | 14 | Osven Sebastian Ledesma Chomon  |
| PF       | 15 | José Tomás Del Solar Bou        |

 Kolumbien
| Position | #  | Name                               |
| -------- | -- | ---------------------------------- |
| PF       | 4  | Deiby Mauricio Aguirre Herrera     |
| PG       | 5  | Gianluca Bacci Vitola              |
| C        | 6  | Enielsen Enrique Guevara Redondo   |
| SF       | 7  | Alavaro Enrique Contreras Sandoval |
| PF       | 8  | Norbey Aragon                      |
| SF       | 9  | Stalin Ortiz Quinonez              |
| PF       | 11 | Eleuterio Renteria Renteria        |
| C        | 12 | Divier José Pérez Solano           |
| SF       | 13 | Juan Camilo Londoño Barrera        |
| C        | 14 | John Jairo Hernandez Villamil      |
| -        | 15 | Adinson Mosquera Moreno            |

 Paraguay
| Position | #  | Name                               |
| -------- | -- | ---------------------------------- |
| SF       | 4  | Carlos Jorge Riveros Velazco       |
| -        | 5  | Daniel Perez                       |
| G        | 6  | Enrique Martinez                   |
| SF       | 7  | Bruno Zanotti                      |
| SG       | 8  | Ramon Gilberto Sanchez Gimenez     |
| SF       | 9  | Victor Ricardo Ozuna Riveros       |
| PG       | 10 | Federico Sebastian Mellone Paredes |
| C        | 11 | Guillermo Alejandro Araujo Capello |
| SF       | 12 | Jose Manuel Fabio                  |
| PF       | 13 | Edison Anibal Ortiz Zarza          |
| PG       | 14 | Alejandro José Peralta Barreto     |
| SF       | 15 | Diego Daniel Bareiro Silvera       |

 Uruguay
| Position | #  | Name                            |
| -------- | -- | ------------------------------- |
| G        | 4  | Jayson Antoine Granger          |
| G        | 5  | Gustavo Barrera                 |
| SF       | 6  | Mauricio Aguiar                 |
| C        | 7  | Mathias Keny Calfani Persincula |
| PG       | 8  | Bruno Fitipaldo Rodríguez       |
| PF       | 9  | Sebastian Vazquez Bernal        |
| SG       | 10 | Leandro Garcia Morales          |
| SG       | 11 | Martin Osimani                  |
| -        | 12 | Martin Alan Aguilera Flores     |
| C        | 13 | Brian De Wayne Craig            |
| F        | 14 | Nicolas Borsellino              |
| PF       | 15 | Sebastian Izaguirre Rodriguez   |

 Venezuela
| Position | #  | Name                           |
| -------- | -- | ------------------------------ |
| C        | 4  | Miguel Angel Marriaga Herrera  |
| PG       | 5  | Gregory Maxdier Vargas Diaz    |
| G        | 6  | Greivis Vásquez                |
| SG       | 7  | Jhornan Zamora                 |
| SG       | 8  | David Alejandro Cubillan Leon  |
| PF       | 9  | Francisco Jose Centeno Eligon  |
| SG       | 10 | Jose Gregorio Vargas Diaz      |
| -        | 11 | Jose Bravo                     |
| F        | 12 | Hector Orlando Romero Rivas    |
| SF       | 13 | Axiers Sucre Briceno           |
| PF/C     | 14 | Gregory Echenique              |
| C        | 15 | Windi Manuel Graterol Clemente |

## Schiedsrichter
A. Ramallo 

 Daniel Hugo Rodrigo 

 Roberto Omar Smith 

 Marcos Fornies Benito  

 F. Serpa 

 P. Menares 

 Robinson Aracena Vasquez 

 Jose Hernan Melgarejo Pinto 

 Antonio Vega Velazquez 

 Hector Luis Uslenghi Sburlati 

 Americo Javier Rodriguez Moya 

## Spielort
Gespielt wurde im Stadio Raúl Alejo Gronda.

## Ergebnisse

### Vorrunde
In der Vorrunde spielten je vier Mannschaften in zwei Gruppen (Gruppe A und B) gegeneinander. Die Gruppenersten und -zweiten zogen ins Halbfinale ein, wobei die Gruppenersten gegen die Gruppenzweiten der anderen Gruppe antraten. Die Drittplatzierten einer Gruppe spielten um  Platz fünf, wohingegen die beiden Letztplatzierten Platz sieben innehatten. 
Gruppe A
| Platzierung | Mannschaft  | Punkte | G | V | Körbe   | Diff |
| ----------- | ----------- | ------ | - | - | ------- | ---- |
| 1           | Argentinien | 6      | 3 | 0 | 265:219 | +46  |
| 2           | Venezuela   | 5      | 2 | 1 | 274:217 | +57  |
| 3           | Chile       | 4      | 1 | 2 | 201:240 | −39  |
| 4           | Kolumbien   | 3      | 0 | 3 | 200:264 | −64  |

| 18. Juni 14:00 | Report | Venezuela                                                                             | 86 – 61 | Chile | Stadio Raúl Alejo Gronda Zuschauer: 1.000 |
| 18. Juni 14:00 | Report | Punkte pro Viertel: 20 : 17, 25 : 10, 21 : 23, 20 : 11                                |         | | Stadio Raúl Alejo Gronda Zuschauer: 1.000 |
| 18. Juni 14:00 | Report | Punkte: Hector Romero Rivas 17 Rebounds: Greivis Vasquez 6 Assists: Greivis Vasquez 5 |         | Punkte: Erik Carrasco Follert 16 Rebounds: Gerardo Isla Domke, Evandro Arteaga Fuentes 4 Assists: Erik Carrasco Follert 3 | Stadio Raúl Alejo Gronda Zuschauer: 1.000 |
| 18. Juni 14:00 | Report |                                                                                       |         | | Stadio Raúl Alejo Gronda Zuschauer: 1.000 |

| 18. Juni 22:00 | Report | Kolumbien                                                                                 | 68 – 87 | Argentinien | Stadio Raúl Alejo Gronda Zuschauer: 1.000 |
| 18. Juni 22:00 | Report | Punkte pro Viertel: 17 : 20, 19 : 26, 11 : 23, 21 : 18                                    |         | | Stadio Raúl Alejo Gronda Zuschauer: 1.000 |
| 18. Juni 22:00 | Report | Punkte: Stalin Ortiz Quinonez 17 Rebounds: Divier Pérez Solano 9 Assists: Norbey Aragon 4 |         | Punkte: Facundo Campazzo 20 Rebounds: Juan Gutierrez Lanas, Marcos Mata 6 Assists: Juan Fernandez, Nicolás Laprovittola 6 | Stadio Raúl Alejo Gronda Zuschauer: 1.000 |
| 18. Juni 22:00 | Report |                                                                                           |         | | Stadio Raúl Alejo Gronda Zuschauer: 1.000 |

| 19. Juni 14:30 | Report | Chile                                                                                             | 76 – 66 | Kolumbien | Stadio Raúl Alejo Gronda Zuschauer: 1.100 |
| 19. Juni 14:30 | Report | Punkte pro Viertel: 19 : 15, 20 : 11, 19 : 17, 18 : 23                                            |         | | Stadio Raúl Alejo Gronda Zuschauer: 1.100 |
| 19. Juni 14:30 | Report | Punkte: Erik Carrasco Follert 17 Rebounds: Gerardo Isla Domke 12 Assists: Erik Carrasco Follert 5 |         | Punkte: Enielsen Guevara Redondo 18 Rebounds: Enielsen Guevara Redondo 14 Assists: Stalin Ortiz Quinonez, Gianluca Vitola 2 | Stadio Raúl Alejo Gronda Zuschauer: 1.100 |
| 19. Juni 14:30 | Report |                                                                                                   |         | | Stadio Raúl Alejo Gronda Zuschauer: 1.100 |

| 19. Juni 22:00 | Report | Argentinien                                                                           | 90 – 87 | Venezuela                                                                                               | Stadio Raúl Alejo Gronda Zuschauer: 5.100 Schiedsrichter: R.Aracena, F. Serpa, H.Usienghi |
| 19. Juni 22:00 | Report | Punkte pro Viertel: 21 : 26, 23 : 22, 20 : 14, 26 : 25                                |         | | Stadio Raúl Alejo Gronda Zuschauer: 5.100 Schiedsrichter: R.Aracena, F. Serpa, H.Usienghi |
| 19. Juni 22:00 | Report | Punkte: Leonardo Gutierrez 18 Rebounds: Marcos Mata 7 Assists: Nicolás Laprovittola 6 |         | Punkte: Greivis Vasquez 26 Rebounds: Jose Vargas Diaz 5 Assists: Gregory Vargas Diaz, Greivis Vasquez 3 | Stadio Raúl Alejo Gronda Zuschauer: 5.100 Schiedsrichter: R.Aracena, F. Serpa, H.Usienghi |
| 19. Juni 22:00 | Report |                                                                                       |         | | Stadio Raúl Alejo Gronda Zuschauer: 5.100 Schiedsrichter: R.Aracena, F. Serpa, H.Usienghi |

| 20. Juni 14:30 | Report | Kolumbien                                                                                            | 66 – 101 | Venezuela                                                                                            | Stadio Raúl Alejo Gronda Zuschauer: 1.000 |
| 20. Juni 14:30 | Report | Punkte pro Viertel: 10 : 31, 21 : 24, 24 : 25, 11 : 21                                               |          | | Stadio Raúl Alejo Gronda Zuschauer: 1.000 |
| 20. Juni 14:30 | Report | Punkte: Divier Pérez Solano 21 Rebounds: Divier Pérez Solano 8 Assists: Alavaro Contreras Sandoval 3 |          | Punkte: Jose Vargas Diaz 14 Rebounds: Gregory Echenique 9 Assists: Greivis Vasquez, Jhornan Zamora 5 | Stadio Raúl Alejo Gronda Zuschauer: 1.000 |
| 20. Juni 14:30 | Report | |          | | Stadio Raúl Alejo Gronda Zuschauer: 1.000 |

| 20. Juni 19:30 | Report | Argentinien                                                                               | 88 – 64 | Chile                                                                                                  | Coliseo Stadio Raúl Alejo Gronda Zuschauer: 4.800 Schiedsrichter: H. Melgarejo, A.Rodríguez, A. Vega |
| 20. Juni 19:30 | Report | Punkte pro Viertel: 24 : 15, 24 : 14, 19 : 17, 21 : 18                                    |         | | Coliseo Stadio Raúl Alejo Gronda Zuschauer: 4.800 Schiedsrichter: H. Melgarejo, A.Rodríguez, A. Vega |
| 20. Juni 19:30 | Report | Punkte: Juan Gutierrez Lanas 26 Rebounds: Marcos Delia 10 Assists: Nicolás Laprovittola 6 |         | Punkte: Evandro Arteaga Fuentes 17 Rebounds: Erik Carrasco Follert 7 Assists: Eduardo Sepulveda Soto 4 | Coliseo Stadio Raúl Alejo Gronda Zuschauer: 4.800 Schiedsrichter: H. Melgarejo, A.Rodríguez, A. Vega |
| 20. Juni 19:30 | Report |                                                                                           |         | | Coliseo Stadio Raúl Alejo Gronda Zuschauer: 4.800 Schiedsrichter: H. Melgarejo, A.Rodríguez, A. Vega |

Gruppe B
| Platzierung | Mannschaft | Punkte | G | V | Körbe   | Diff |
| ----------- | ---------- | ------ | - | - | ------- | ---- |
| 1           | Brasilien  | 6      | 3 | 0 | 239:182 | +57  |
| 2           | Uruguay    | 5      | 2 | 1 | 277:183 | +94  |
| 3           | Paraguay   | 4      | 1 | 2 | 214:211 | +3   |
| 4           | Bolivien   | 3      | 0 | 3 | 144:298 | −154 |

| 18. Juni 16:15 | Report | Uruguay                                                                                               | 122 – 36 | Bolivien | Coliseo Stadio Raúl Alejo Gronda Zuschauer: 1.000 Schiedsrichter: R.Aracena, P. Menares, A. Ramallo |
| 18. Juni 16:15 | Report | Punkte pro Viertel: 36 : 5, 23 : 11, 35 : 10, 28 : 10                                                 |          | | Coliseo Stadio Raúl Alejo Gronda Zuschauer: 1.000 Schiedsrichter: R.Aracena, P. Menares, A. Ramallo |
| 18. Juni 16:15 | Report | Punkte: Bruno Fitipaldo Rodríguez 20 Rebounds: Mathias Calfani Persincula 8 Assists: Martin Osimani 6 |          | Punkte: Julio Mendoza Medrano 12 Rebounds: Cristhian Camargo Llanos 6 Assists: Milton Gutierrez Herbas, Julio Mendoza Medrano, Marco Recamo Tubari 2 | Coliseo Stadio Raúl Alejo Gronda Zuschauer: 1.000 Schiedsrichter: R.Aracena, P. Menares, A. Ramallo |
| 18. Juni 16:15 | Report | |          | | Coliseo Stadio Raúl Alejo Gronda Zuschauer: 1.000 Schiedsrichter: R.Aracena, P. Menares, A. Ramallo |

| 18. Juni 18:30 | Report | Paraguay                                                                                                | 63 – 67 | Brasilien                                                                            | Coliseo Stadio Raúl Alejo Gronda Zuschauer: 1.000 |
| 18. Juni 18:30 | Report | Punkte pro Viertel: 15 : 15, 18 : 17, 15 : 23, 15 : 12                                                  |         |                                                                                      | Coliseo Stadio Raúl Alejo Gronda Zuschauer: 1.000 |
| 18. Juni 18:30 | Report | Punkte: Guillermo Araujo Capello 20 Rebounds: Bruno Zanotti 7 Assists: Enrique Martinez, Daniel Perez 5 |         | Punkte: Vítor Alves Benite 21 Rebounds: Augusto Lima 9 Assists: Nezinho Dos Santos 4 | Coliseo Stadio Raúl Alejo Gronda Zuschauer: 1.000 |
| 18. Juni 18:30 | Report | |         |                                                                                      | Coliseo Stadio Raúl Alejo Gronda Zuschauer: 1.000 |

| 19. Juni 17:00 | Report | Bolivien                                                                                                  | 62 – 81 | Paraguay                                                                           | Coliseo Stadio Raúl Alejo Gronda Zuschauer: 3.300 |
| 19. Juni 17:00 | Report | Punkte pro Viertel: 17 : 15, 12 : 34, 17 : 21, 16 : 11                                                    |         |                                                                                    | Coliseo Stadio Raúl Alejo Gronda Zuschauer: 3.300 |
| 19. Juni 17:00 | Report | Punkte: Cristhian Camargo Llanos 16 Rebounds: Cristhian Camargo Llanos 8 Assists: Julio Mendoza Medrano 4 |         | Punkte: Federico Mellone Paredes 15 Rebounds: Jose Fabio 9 Assists: Daniel Perez 4 | Coliseo Stadio Raúl Alejo Gronda Zuschauer: 3.300 |
| 19. Juni 17:00 | Report | |         |                                                                                    | Coliseo Stadio Raúl Alejo Gronda Zuschauer: 3.300 |

| 19. Juni 19:30 | Report | Brasilien | 77 – 73 | Uruguay                                                                                  | Coliseo Stadio Raúl Alejo Gronda Zuschauer: 1.500 |
| 19. Juni 19:30 | Report | Punkte pro Viertel: 16 : 11, 16 : 15, 25 : 17, 20 : 30                                                        |         |                                                                                          | Coliseo Stadio Raúl Alejo Gronda Zuschauer: 1.500 |
| 19. Juni 19:30 | Report | Punkte: Nezinho Dos Santos 23 Rebounds: Cristiano Silva Felicio 7 Assists: Vítor Alves Benite, Arthur Silva 3 |         | Punkte: Leandro Garcia Morales 21 Rebounds: Mauricio Aguiar 6 Assists: Gustavo Barrera 4 | Coliseo Stadio Raúl Alejo Gronda Zuschauer: 1.500 |
| 19. Juni 19:30 | Report | |         |                                                                                          | Coliseo Stadio Raúl Alejo Gronda Zuschauer: 1.500 |

| 20. Juni 17:00 | Report | Brasilien | 95 – 46 | Bolivien | Coliseo Stadio Raúl Alejo Gronda Zuschauer: 1.200 |
| 20. Juni 17:00 | Report | Punkte pro Viertel: 24 : 7, 26 : 11, 27 : 14, 19 : 14                                                                             |         | | Coliseo Stadio Raúl Alejo Gronda Zuschauer: 1.200 |
| 20. Juni 17:00 | Report | Punkte: Vítor Alves Benite, Marcus Urban Toledo Dos Reis 17 Rebounds: Marcus Urban Toledo Dos Reis 9 Assists: Elio Corazza Neto 6 |         | Punkte: Fernando Cadario Pizarro 20 Rebounds: Cristhian Camargo Llanos 6 Assists: Cristhian Camargo Llanos 3 | Coliseo Stadio Raúl Alejo Gronda Zuschauer: 1.200 |
| 20. Juni 17:00 | Report | |         | | Coliseo Stadio Raúl Alejo Gronda Zuschauer: 1.200 |

| 20. Juni 22:00 | Report | Paraguay | 70 – 82 | Uruguay                                                                                        | Coliseo Stadio Raúl Alejo Gronda Zuschauer: 2.900 |
| 20. Juni 22:00 | Report | Punkte pro Viertel: 9 : 22, 19 : 26, 21 : 19, 21 : 15                                                            |         |                                                                                                | Coliseo Stadio Raúl Alejo Gronda Zuschauer: 2.900 |
| 20. Juni 22:00 | Report | Punkte: Guillermo Araujo Capello 23 Rebounds: Jose Fabio, Guillermo Araujo Capello 6 Assists: Enrique Martinez 3 |         | Punkte: Sebastian Izaguirre Rodriguez 19 Rebounds: Jayson Granger 10 Assists: Jayson Granger 6 | Coliseo Stadio Raúl Alejo Gronda Zuschauer: 2.900 |
| 20. Juni 22:00 | Report | |         |                                                                                                | Coliseo Stadio Raúl Alejo Gronda Zuschauer: 2.900 |

### Spiel um Platz fünf
| 21. Juni 17:00 | Report | Chile | 88 – 93 | Paraguay                                                                                        | Coliseo Stadio Raúl Alejo Gronda Zuschauer: 1.000 |
| 21. Juni 17:00 | Report | Punkte pro Viertel: 21 : 18, 24 : 22, 23 : 23, 20 : 30                                                                   |         |                                                                                                 | Coliseo Stadio Raúl Alejo Gronda Zuschauer: 1.000 |
| 21. Juni 17:00 | Report | Punkte: Evandro Arteaga Fuentes 27 Rebounds: Samuel Bravo Barraza, Gerardo Isla Domke 6 Assists: Erik Carrasco Follert 7 |         | Punkte: Guillermo Araujo Capello 22 Rebounds: Edison Ortiz Zarza 10 Assists: Enrique Martinez 9 | Coliseo Stadio Raúl Alejo Gronda Zuschauer: 1.000 |
| 21. Juni 17:00 | Report | |         |                                                                                                 | Coliseo Stadio Raúl Alejo Gronda Zuschauer: 1.000 |

### Halbfinale
|  | Halbfinale          | Halbfinale  |           |    | Finale | Finale |
|  |                     |             |           |    |        |        |
|  | Brasilien           | 70          |           |    |        |        |
|  | Venezuela           | 86          |           |    |        |        |
|  |                     |             |           |    |        |        |
|  |                     |             |           |    |        |        |
|  | Venezuela           | 56          |           |    |        |        |
|  |                     | Argentinien | 79        |    |        |        |
|  |                     |             |           |    |        |        |
|  | Spiel um Platz drei |             |           |    |        |        |
|  |                     |             | Uruguay   | 80 |        |        |
|  | Argentinien         | 88          | Brasilien | 68 |        |        |
|  | Uruguay             | 81          |           |    |        |        |

| 21. Juni 19:30 | Report | Brasilien                                                                                         | 70 – 86 | Venezuela | Coliseo Stadio Raúl Alejo Gronda Zuschauer: 2.100 Schiedsrichter: H. Melgarejo, D. Rodrigo, A. Vega |
| 21. Juni 19:30 | Report | Punkte pro Viertel: 15 : 20, 18 : 19, 17 : 26, 20 : 21                                            |         | | Coliseo Stadio Raúl Alejo Gronda Zuschauer: 2.100 Schiedsrichter: H. Melgarejo, D. Rodrigo, A. Vega |
| 21. Juni 19:30 | Report | Punkte: Vítor Alves Benite 20 Rebounds: Rafael Ferreira De Souza 12 Assists: Nezinho Dos Santos 6 |         | Punkte: David Cubillan Leon, Axiers Sucre Briceno 21 Rebounds: Hector Romero Rivas, Axiers Sucre Briceno, Greivis Vasquez 5 Assists: Greivis Vasquez 8 | Coliseo Stadio Raúl Alejo Gronda Zuschauer: 2.100 Schiedsrichter: H. Melgarejo, D. Rodrigo, A. Vega |
| 21. Juni 19:30 | Report |                                                                                                   |         | | Coliseo Stadio Raúl Alejo Gronda Zuschauer: 2.100 Schiedsrichter: H. Melgarejo, D. Rodrigo, A. Vega |

| 21. Juni 22:00 | Report | Argentinien                                                                          | 88 – 81 | Uruguay                                                                                | Coliseo Stadio Raúl Alejo Gronda Zuschauer: 3.700 Schiedsrichter: R. Aracena, A. Rodríguez, F. Serpa |
| 21. Juni 22:00 | Report | Punkte pro Viertel: 26 : 18, 22 : 19, 20 : 16, 20 : 28                               |         |                                                                                        | Coliseo Stadio Raúl Alejo Gronda Zuschauer: 3.700 Schiedsrichter: R. Aracena, A. Rodríguez, F. Serpa |
| 21. Juni 22:00 | Report | Punkte: Leonardo Gutierrez 18 Rebounds: Marcos Mata 10 Assists: Leonardo Gutierrez 4 |         | Punkte: Jayson Granger 26 Rebounds: Jayson Granger 9 Assists: Leandro Garcia Morales 4 | Coliseo Stadio Raúl Alejo Gronda Zuschauer: 3.700 Schiedsrichter: R. Aracena, A. Rodríguez, F. Serpa |
| 21. Juni 22:00 | Report |                                                                                      |         |                                                                                        | Coliseo Stadio Raúl Alejo Gronda Zuschauer: 3.700 Schiedsrichter: R. Aracena, A. Rodríguez, F. Serpa |

### Spiel um Platz drei
| 22. Juni 19:30 | Report | Uruguay                                                                                        | 80 – 68 | Brasilien                                                                            | Coliseo Stadio Raúl Alejo Gronda Zuschauer: 2.500 Schiedsrichter: A. Ramallo, R. Smith, A. Vega |
| 22. Juni 19:30 | Report | Punkte pro Viertel: 18 : 17, 17 : 18, 19 : 7, 26 : 26                                          |         |                                                                                      | Coliseo Stadio Raúl Alejo Gronda Zuschauer: 2.500 Schiedsrichter: A. Ramallo, R. Smith, A. Vega |
| 22. Juni 19:30 | Report | Punkte: Mauricio Aguiar 21 Rebounds: Sebastian Izaguirre Rodriguez 7 Assists: Martin Osimani 3 |         | Punkte: Vítor Alves Benite 18 Rebounds: Augusto Lima 6 Assists: Nezinho Dos Santos 7 | Coliseo Stadio Raúl Alejo Gronda Zuschauer: 2.500 Schiedsrichter: A. Ramallo, R. Smith, A. Vega |
| 22. Juni 19:30 | Report |                                                                                                |         |                                                                                      | Coliseo Stadio Raúl Alejo Gronda Zuschauer: 2.500 Schiedsrichter: A. Ramallo, R. Smith, A. Vega |

### Finale
| 22. Juni 22:00 | Report | Venezuela                                                                                                   | 56 – 79 | Argentinien                                                                         | Coliseo Stadio Raúl Alejo Gronda Zuschauer: 5.100 Schiedsrichter: R. Aracena, B. Fornies, H. Uslenghi |
| 22. Juni 22:00 | Report | Punkte pro Viertel: 16 : 18, 9 : 20, 14 : 20, 17 : 21                                                       |         |                                                                                     | Coliseo Stadio Raúl Alejo Gronda Zuschauer: 5.100 Schiedsrichter: R. Aracena, B. Fornies, H. Uslenghi |
| 22. Juni 22:00 | Report | Punkte: Hector Romero Rivas 12 Rebounds: Gregory Vargas Diaz, Jose Vargas Diaz 5 Assists: Greivis Vasquez 3 |         | Punkte: Facundo Campazzo 15 Rebounds: Marcos Mata 7 Assists: Nicolás Laprovittola 6 | Coliseo Stadio Raúl Alejo Gronda Zuschauer: 5.100 Schiedsrichter: R. Aracena, B. Fornies, H. Uslenghi |
| 22. Juni 22:00 | Report | |         |                                                                                     | Coliseo Stadio Raúl Alejo Gronda Zuschauer: 5.100 Schiedsrichter: R. Aracena, B. Fornies, H. Uslenghi |

| Argentinien              |
| Meister Argentinien      |
| Dreizehnte Meisterschaft |

Die ersten vier Mannschaften qualifizierten sich für die Basketball-Amerikameisterschaft 2013.

## Individuelle Statistiken

### Punkte
| Gesamt | Gesamt                             | Gesamt | pro Spiel | pro Spiel                          | pro Spiel    |
| Platz  | Name                               | Anzahl | Platz     | Name                               | Durchschnitt |
| ------ | ---------------------------------- | ------ | --------- | ---------------------------------- | ------------ |
| 1      | Vítor Alves Benite                 | 86     | 1         | Evandro Arteaga Fuentes            | 17,3         |
| 2      | Leandro Garcia Morales             | 74     | 2         | Vítor Alves Benite                 | 17,2         |
| 3      | Evandro Arteaga Fuentes            | 69     | 3         | Guillermo Alejandro Araujo Capello | 16,3         |
| 4      | Mauricio Aguiar                    | 66     | 4         | Enrique Martinez                   | 15,3         |
| 5      | Guillermo Alejandro Araujo Capello | 65     | 5         | Leandro Garcia Morales             | 14,8         |
|        | Greivis Vásquez                    | 65     |           |                                    |              |
|        | Leonardo Martin Gutierrez          | 65     |           |                                    |              |

### Rebounds
| Gesamt | Gesamt                        | Gesamt | pro Spiel | pro Spiel                        | pro Spiel    |
| Platz  | Name                          | Anzahl | Platz     | Name                             | Durchschnitt |
| ------ | ----------------------------- | ------ | --------- | -------------------------------- | ------------ |
| 1      | Augusto Lima                  | 36     | 1         | Enielsen Enrique Guevara Redondo | 8,3          |
| 2      | Marcos Daniel Mata            | 34     | 2         | Divier José Pérez Solano         | 8,0          |
| 3      | Sebastian Izaguirre Rodriguez | 28     | 3         | Augusto Lima                     | 7,2          |
| 4      | Jayson Antoine Granger        | 27     | 4         | Marcos Daniel Mata               | 6,8          |
| 5      | Jose Manuel Fabio             | 26     | 5         | Cristhian Camargo Llanos         | 6,7          |
|        | Gerardo Andres Isla Domke     | 26     |           |                                  |              |

### Assists
| Gesamt | Gesamt                 | Gesamt | pro Spiel | pro Spiel             | pro Spiel    |
| Platz  | Name                   | Anzahl | Platz     | Name                  | Durchschnitt |
| ------ | ---------------------- | ------ | --------- | --------------------- | ------------ |
| 1      | Nicolás Laprovittola   | 26     | 1         | Enrique Martinez      | 5,7          |
| 2      | Greivis Vásquez        | 24     | 2         | Nicolás Laprovittola  | 5,2          |
| 3      | Nezinho Dos Santos     | 20     | 3         | Greivis Vásquez       | 4,8          |
| 4      | Enrique Martinez       | 17     | 4         | Erik Carrasco Follert | 4,3          |
|        | Erik Carrasco Follert  | 17     | 5         | Nezinho Dos Santos    | 4,0          |
| 5      | Jayson Antoine Granger | 16     |           |                       |              |

### Steals
| Gesamt | Gesamt                             | Gesamt | pro Spiel | pro Spiel                   | pro Spiel    |
| Platz  | Name                               | Anzahl | Platz     | Name                        | Durchschnitt |
| ------ | ---------------------------------- | ------ | --------- | --------------------------- | ------------ |
| 1      | Nezinho Dos Santos                 | 14     | 1         | Nezinho Dos Santos          | 2,8          |
|        | Leandro Garcia Morales             | 14     |           | Leandro Garcia Morales      | 2,8          |
| 2      | Daniel Perez                       | 8      | 2         | Gianluca Bacci Vitola       | 2,3          |
|        | Arthur Silva                       | 8      |           | Julio Jorge Mendoza Medrano | 2,3          |
|        | Facundo Campazzo                   | 8      | 3         | Daniel Perez                | 2,0          |
| 3      | Gianluca Bacci Vitola              | 7      |           | Arthur Silva                | 2,0          |
|        | Julio Jorge Mendoza Medrano        | 7      |           | Norbey Aragon               | 2,0          |
|        | Vítor Alves Benite                 | 7      | 4         | Stalin Ortiz Quinonez       | 1,7          |
|        | Gregory Maxdier Vargas Diaz        | 7      | 5         | Facundo Campazzo            | 1,6          |
| 4      | Norbey Aragon                      | 6      |           |                             |              |
|        | Mathias Keny Calfani Persincula    | 6      |           |                             |              |
|        | Martin Osimani                     | 6      |           |                             |              |
|        | Selem Safar                        | 6      |           |                             |              |
| 5      | Stalin Ortiz Quinonez              | 5      |           |                             |              |
|        | Evandro Arteaga Fuentes            | 5      |           |                             |              |
|        | Federico Sebastian Mellone Paredes | 5      |           |                             |              |
|        | Carlos Sandes                      | 5      |           |                             |              |
|        | Gustavo Barrera                    | 5      |           |                             |              |
|        | David Alejandro Cubillan Leon      | 5      |           |                             |              |
|        | Jayson Antoine Granger             | 5      |           |                             |              |
|        | Federico Van Lacke                 | 5      |           |                             |              |

### Blocks
| Gesamt | Gesamt                          | Gesamt | pro Spiel | pro Spiel                | pro Spiel    |
| Platz  | Name                            | Anzahl | Platz     | Name                     | Durchschnitt |
| ------ | ------------------------------- | ------ | --------- | ------------------------ | ------------ |
| 1      | Jose Manuel Fabio               | 5      | 1         | Jose Manuel Fabio        | 1,2          |
| 2      | Marcos Nicolas Delia            | 4      | 2         | Marcos Nicolas Delia     | 1,0          |
|        | Bruno Zanotti                   | 4      |           | Bruno Zanotti            | 1,0          |
|        | Mathias Keny Calfani Persincula | 4      |           | Divier José Pérez Solano | 1,0          |

## Abschlussplatzierung
| Rang | Mannschaft  |
| ---- | ----------- |
| 1.   | Argentinien |
| 2.   | Venezuela   |
| 3.   | Uruguay     |
| 4.   | Brasilien   |
| 5.   | Paraguay    |
| 6.   | Chile       |
| 7.   | Kolumbien   |
| 7.   | Bolivien    |